# تپه کهریز اوستی
تپه کهریز اوستی مربوط به دوره اسلامی قرن ۶ تا ۸ ه.ق است و در شهرستان تکاب، بخش مرکزی، دهستان انصار، روستای عربشاه واقع شده است. این اثر در تاریخ ۳۰ دی ۱۳۸۵ با شمارهٔ ثبت ۱۶۷۹۳ به عنوان یکی از آثار ملی ایران به ثبت رسیده است.